# Mikel González
Mikel González de Martín Martínez (Mondragón, Guipúzcoa, País Vasco, 24 de septiembre de 1985), conocido futbolísticamente como Mikel González, es un exfutbolista español que jugaba en la posición de defensa.

## Trayectoria
Mikel González llegó a la Real Sociedad con 11 años de edad, cuando era jugador de categoría alevín. Llegó a jugar con el equipo donostiarra en el conocido Torneo Nacional Alevín de Fútbol 7 que se disputaba anualmente en Brunete. Pasó por todas las categorías inferiores del club hasta llegar a juveniles. En sus tres años como juvenil jugó con el Easo, estuvo un año cedido en el Añorga KKE y finalmente jugó en la División de Honor Juvenil con la Real Sociedad.
En la temporada 2004-05 estuvo tres meses en la Universidad del País Vasco para ser repescado por la Real Sociedad B. Debutó con la Real Sociedad B el 19 de septiembre de 2004 en el partido Real Sociedad B 1- Lemona 1 en la Segunda División B. En la Real Sociedad B jugó 55 partidos y no marcó ningún gol.

### Debut con la Real Sociedad
En su primera temporada en el filial, la 2004-05 entró ya en las primeras convocatorias con el primer equipo. Se sentó en el banquillo de la Real en las jornadas 21 y 22 de Liga, el 30 de enero y 5 de febrero de 2005, aunque no llegó a debutar en Primera División. En su segunda temporada en el filial, José María Amorrortu le hizo debutar finalmente en Primera División con la Real Sociedad el 17 de septiembre de 2005. Fue en el campo de Son Moix en la tercera jornada de Liga, en un Mallorca - Real Sociedad (5:2). Mikel jugó tres partidos seguidos como titular con el primer equipo al comienzo de esa temporada 2005-06. El futbolista, que entonces portaba el dorsal 41, regresó al filial por lo que restaba de campaña. 
Sin embargo, con la Real Sociedad B llegó a jugar el play-off por el ascenso a Segunda División donde cayeron eliminados por la UD Las Palmas. Mikel González fue el defensa central titular de esa plantilla que estuvo cerca de lograr el ascenso.
De cara a la temporada 2006-07 el joven jugador de Mondragón fue ascendido a la primera plantilla, en ese momento dirigida por José Mari Bakero. Mikel tomó el dorsal número 3 que estaba libre y que mantendría durante las siguientes 11 temporadas en la Real. La primera temporada completa de Mikel González en la Real Sociedad fue la temporada 2006-07 en la que los donostiarras descendieron a Segunda División tras 40 temporadas consecutivas en la máxima categoría. Miguel Ángel Lotina, que sustituyó a Bakero como entrenador realista a partir de la octava jornada de Liga apostó por González en el eje de la defensa durante buena parte de la competición, siendo titular entre las jornadas 11 y 26, de noviembre a marzo.
Aunque su pierna natural es la derecha, González jugó como defensa zurdo durante esa temporada, aprovechando su polivalencia en ese sentido. Mikel González perdió protagonismo en el tramo final de la temporada, aunque acabó siendo el segundo defensa central con más minutos de juego durante la temporada.

### Segunda División (2007-10)

#### Temporada 2007/08
Durante tres temporadas Mikel González jugó con la Real Sociedad en Segunda División consolidándose durante esos años como uno de los pilares defensivos del conjunto txuri-urdin. Al comienzo de la temporada 2007-08 Chris Coleman optó por la pareja de centrales formada por Mikel Labaka y Víctor López para el eje de la defensa en detrimento de Mikel González, pero a partir de noviembre González pasó a ocupar uno de esos puestos. Tanto José Ramón Eizmendi como Juanma Lillo mantuvieron a Mikel en el puesto de titular hasta final de temporada. La Real rozó el ascenso, pero quedó finalmente cuarta.

#### Temporada 2008/09
En la temporada 2008-2009 la Real Sociedad profundizó en una grave crisis económica e institucional con la entrada en Ley Concursal, el equipo luchó de nuevo por el ascenso bajo la mando de Juanma Lillo, pero estuvo más lejos que la temporada anterior. Mikel González volvió a jugar habitualmente, siendo titular en dos tercios de los partidos jugados esa campaña y compartiendo el eje de la defensa con Mikel Labaka y Ion Ansotegi.

#### Temporada 2009/10
Con Martín Lasarte como entrenador la Real Sociedad afrontó la temporada 2009-10, en la que finalmente logró el ascenso, así como el título de Segunda División. Lasarte utilizó a Mikel González como una pieza polivalente en la defensa durante esa temporada. De hecho el jugador jugó tanto de defensa central, su puesto natural, como de lateral izquierdo y derecho a lo largo de esa temporada, en función de las necesidades que se planteaban al equipo por lesiones o sanciones. Esto le convirtió en un jugador muy valioso por su polivalencia. El contrato del jugador iba a expirar en junio de 2010 y a finales de octubre de 2009  Mikel González firmó por la Real Sociedad hasta 2013.
En diciembre Mikel González alcanzó su partido número 100 como realista. González acabó jugando 35 partidos como titular esa temporada siendo una de las figuras más destacadas del ascenso. Marcó además un importante gol en la jornada 39, que supuso la victoria por 2:1 frente al Villarreal B, decisiva a la hora de encarrilar el ascenso y formó parte del once que certificó el ascenso a Primera División el 13 de junio de 2010 en Anoeta frente al Celta de Vigo.

### Primera División (2010-2017)

#### Temporada 2010/11
En 2010, Mikel González regresó con la Real Sociedad a la élite del fútbol español. De nuevo fue el segundo defensa central más utilizado del equipo aunque la llegada en el mercado de invierno del noruego Vadim Demidov le relegó a la suplencia en algunos partidos de la segunda vuelta. La Real acabó la temporada luchando por la permanencia que logró en un último partido de la temporada, disputado en Anoeta frente al Getafe CF.

#### Temporada 2011/12
En 2011 llegó un nuevo entrenador a la Real Sociedad, el francés Philippe Montanier que sustituyó a Martín Lasarte, el artífice del ascenso. Montanier relegó al principio de temporada a Mikel a la suplencia, por detrás del noruego Demidov y del joven Iñigo Martínez, ascendido del filial , pero a partir de noviembre el jugador volvió a la titularidad, puesto que mantuvo hasta final de campaña. Acabó la temporada jugando 25 partidos como titular, siendo el defensa central de la Real Sociedad con más minutos de juego a lo largo de la temporada. El 19 de febrero de 2012 se estrenó como goleador en la Primera División Española, inaugurando el marcador frente al Granada CF en el Nuevo Los Cármenes. La Real acabó perdiendo ese partido por 4 a 1. En abril de 2012 la Real Sociedad prorrogó el contrato de Mikel González hasta 2017.

#### Temporada 2012/13
La Temporada 2012/13 fue la de la confirmación definitiva de Mikel González en la defensa de la Real Sociedad. Martínez fue un habitual en la defensa realista, junto con Íñigo Martínez. Jugó casi todos los minutos posibles de esta temporada, a excepción del partido contra el RC Deportivo de La Coruña y Sevilla FC, ambos por sanción, y ya en la segunda vuelta, contra RC Celta y RCD Mallorca por problemas físicos. Martínez marcó 2 goles en las victorias ante el Rayo Vallecano por 4 a 0, y ante el Valencia CF por 2 a 5.
El 1 de junio]] de 2013 la Real consigue, con Mikel González, una histórica clasificación para la Liga de Campeones tras derrotar al RC Deportivo de La Coruña.

#### Temporada 2013/14
A comienzos de la temporada 2013-14, González, durante uno de los entrenamientos de pretemporada el 15 de julio, sufrió un accidente en el gimnasio mientras se ejercitaba. Como consecuencia de dicho accidente se fracturó el arco posterior de una vértebra cervical. La lesión fue calificada como severa por los servicios médicos del club que iniciaron un tratamiento conservador. No se especificó el tiempo de baja que iba a sufrir el defensa. Finalmente la recuperación fue más sencilla de lo previsto y González solo se perdió el primer mes de competición, pudiendo debutar, una vez recibida el alta, en la cuarta jornada de Liga, el 14 de septiembre frente al Levante. A partir de ahí Mikel volvió a ser habitual en el eje de la defensa realista para el nuevo entrenador Jagoba Arrasate y debutó en Champions League en el primer partido de la fase de grupos disputado en Anoeta el 17 de septiembre ante el Shakhtar Donetsk en la que la Real cayó por 0 a 2.
Durante la primera vuelta de la competición se vio relegado a la suplencia al estar su posición ocupada por Jon Ansotegi. Sin embargo, jugó los partidos de Copa del Rey, donde en enero de 2014, en el partido de ida de cuartos de final ante el Racing de Santander, consiguió anotar su primer doblete como profesional. 
En la parte final de la temporada comparte minutos con Ansotegi. La Real acabaría en la séptima plaza tras perder la sexta en el último partido en una derrota por 1 a 2 ante el Villarreal CF. Al final de la temporada González había jugado poco más de la mitad de los partidos.

#### Temporada 2014/15
González no comenzó la temporada como titular, debido a la reconversión de Gorka Elustondo como central al lado del habitual Íñigo Martínez. Sin embargo, tras la lesión de Elustondo y la destitución de Jagoba Arrasate como técnico, comenzó a contar con más minutos en la defensa realista. Pese a esos minutos, se vería relegado a la suplencia debido al regresa a esa posición de Ion Ansotegi, pasando a ser el cuarto central y a contar con minutos únicamente cuando sus compañeros se lesionaban o había sanciones.
El 7 de abril de 2015 en un partido ante el Atlético de Madrid, en el que volvía al once titular, tras casi dos meses fuera de él, se anotó un gol de cabeza en su propia portería apenas pasados dos minutos de partido. El resultado final del encuentro fue de 2-0 para el Atlético de Madrid. Acabó la Liga como titular, aunque tan solo disputó 16 partidos en toda la temporada.

#### Temporada 2015/16
En el inicio de la temporada, Mikel González comenzó como suplente tras la llegada del central mexicano Diego Reyes que empezó jugando junto con Íñigo Martínez. No obstante, Mikel apareció como titular tras una lesión de Martínez y una sanción a Reyes, aunque luego volviera al banquillo.
Sin embargo, con la llegada de Eusebio Sacristán y la salida de Moyes, González comenzó a jugar como titular en el centro de la zaga junto con Íñigo y realizando buenos partidos. Pero en uno de ellos, sufrió una lesión, por lo que volvió a perder el puesto, ya no sólo viéndose superado por Diego Reyes, sino también por el joven Aritz Elustondo, que fue reconvertido desde el lateral derecho hasta central.
Regresó a la titularidad al final de la temporada tras la lesión de Íñigo Martínez, y sumó al final de la misma 19 partidos y 1552 minutos.

#### Temporada 2016/17
Ante la no llegada de un nuevo central al equipo  y el fin de la cesión de Diego Reyes, Mikel inició la temporada como titular, formando el centro de la defensa junto con Íñigo Martínez. No obstante, tras jugar los primeros cuatro partidos de Liga, fue relegado a la suplencia, ocupando Raúl Navas su posición. Durante el resto de la temporada González solo jugó en unos pocos partidos puntuales, cuando se produjo alguna baja de los centrales titulares por sanción o lesión. En buena parte de la temporada incluso fue excluido de las convocatorias. 
El 29 de abril de 2017 disputó en Anoeta su último partido como realista. Fue una victoria por 2 a 1 frente al Granada C.F. en la jornada 35 del campeonato. Ese día alcanzó además la cifra de 300 partidos con la Real Sociedad. Unos días más tarde la Real Sociedad anunció que Mikel abandonaría el equipo al finalizar la temporada y que se le iba a imponer la insignia de Oro y Brillantes del club por su trayectoria en el mismo. En su despedida al final de la temporada 2017-18 la Real Sociedad se clasificó para la Liga Europa.

### Últimos años
Se incorporó al Real Zaragoza de cara a la temporada 2017-18. En el cuadro maño disputó 29 partidos y logró dos goles. Tras esa temporada, fichó por el AEK Larnaca que dirigía Andoni Iraola. Allí militó los cinco últimos años de su carrera que finalizó en 2023.

## Estadísticas
| Club                       | Div.          | Temporada     | Liga  | Liga  | Copas nacionales | Copas nacionales | Copas internacionales | Copas internacionales | Total | Total |
| Club                       | Div.          | Temporada     | Part. | Goles | Part.            | Goles            | Part.                 | Goles                 | Part. | Goles |
| -------------------------- | ------------- | ------------- | ----- | ----- | ---------------- | ---------------- | --------------------- | --------------------- | ----- | ----- |
| Real Sociedad "B" · España | 2.ª B         | 2004-05       | 28    | 0     | —                | —                | —                     | —                     | 28    | 0     |
| Real Sociedad "B" · España | 2.ª B         | 2005-06       | 27    | 0     | —                | —                | —                     | —                     | 27    | 0     |
| Real Sociedad "B" · España | Total club    | Total club    | 55    | 0     | 0                | 0                | 0                     | 0                     | 55    | 0     |
| Real Sociedad · España     | 1.ª           | 2005-06       | 3     | 0     | 0                | 0                | —                     | —                     | 3     | 0     |
| Real Sociedad · España     | 1.ª           | 2006-07       | 19    | 0     | 1                | 0                | —                     | —                     | 20    | 0     |
| Real Sociedad · España     | 2.ª           | 2007-08       | 32    | 0     | 0                | 0                | —                     | —                     | 32    | 0     |
| Real Sociedad · España     | 2.ª           | 2008-09       | 29    | 0     | 1                | 0                | —                     | —                     | 30    | 0     |
| Real Sociedad · España     | 2.ª           | 2009-10       | 35    | 1     | 1                | 0                | —                     | —                     | 36    | 1     |
| Real Sociedad · España     | 1.ª           | 2010-11       | 32    | 0     | 1                | 0                | —                     | —                     | 33    | 0     |
| Real Sociedad · España     | 1.ª           | 2011-12       | 28    | 1     | 2                | 0                | —                     | —                     | 30    | 1     |
| Real Sociedad · España     | 1.ª           | 2012-13       | 34    | 2     | 2                | 0                | —                     | —                     | 36    | 2     |
| Real Sociedad · España     | 1.ª           | 2013-14       | 21    | 0     | 6                | 2                | 5                     | 0                     | 32    | 2     |
| Real Sociedad · España     | 1.ª           | 2014-15       | 16    | 0     | 2                | 0                | 0                     | 0                     | 18    | 0     |
| Real Sociedad · España     | 1.ª           | 2015-16       | 19    | 0     | 0                | 0                | —                     | —                     | 19    | 0     |
| Real Sociedad · España     | 1.ª           | 2016-17       | 9     | 0     | 2                | 0                | —                     | —                     | 11    | 0     |
| Real Sociedad · España     | Total club    | Total club    | 277   | 4     | 18               | 2                | 5                     | 0                     | 300   | 6     |
| Real Zaragoza · España     | 2.ª           | 2017-18       | 28    | 2     | 1                | 0                | —                     | —                     | 29    | 2     |
| Real Zaragoza · España     | Total club    | Total club    | 28    | 2     | 1                | 0                | 0                     | 0                     | 29    | 2     |
| AEK Larnaca Chipre         | 1.ª           | 2018-19       | 23    | 2     | 1                | 0                | 11                    | 0                     | 35    | 2     |
| AEK Larnaca Chipre         | 1.ª           | 2019-20       | 22    | 0     | 3                | 0                | 6                     | 0                     | 31    | 0     |
| AEK Larnaca Chipre         | 1.ª           | 2020-21       | 31    | 0     | 1                | 0                | —                     | —                     | 32    | 0     |
| AEK Larnaca Chipre         | 1.ª           | 2021-22       | 14    | 0     | 0                | 0                | —                     | —                     | 14    | 0     |
| AEK Larnaca Chipre         | 1.ª           | 2022-23       | 20    | 1     | 1                | 0                | 10                    | 0                     | 31    | 1     |
| AEK Larnaca Chipre         | Total club    | Total club    | 110   | 3     | 6                | 0                | 27                    | 0                     | 143   | 3     |
| Total carrera              | Total carrera | Total carrera | 470   | 9     | 25               | 2                | 32                    | 0                     | 527   | 11    |

Fuentes: BDFutbol - Transfermarkt